# Chioma Chukwuka
Chioma Chukwuka (12 de marzo de 1980) es una actriz y productora nigeriana. En 2007 ganó un premio en la categoría de mejor actriz protagónica en los Premios de la Academia del Cine Africano.

## Primeros años
Akpotha nació en el Estado de Lagos. Allí realizó sus estudios primarios. Se trasladó a la localidad de Onitsha para cursar la secundaria y más adelante se inscribió en la Universidad de Lagos, donde estudió finanzas.

## Carrera
Su debut en el cine de Nollywood se dio en la película The Apple del año 2000. También actuó en la película The Handkerchief el mismo año. En 2007 obtuvo el premio a la mejor actriz protagónica en la gala de los Premios de la Academia del Cine Africano por su desempeño en el largometraje Sins of the Flesh. A la fecha ha protagonizado más de 350 películas en Nollywood. Como cineasta, Chioma ha producido cerca de una decena de películas, entre las que se destaca la laureada On Bended Knees.